# Orava järv
Orava järv är en sjö i sydöstra Estland. Arean är 12,2 hektar. Den ligger i Orava kommun i landskapet Põlvamaa, 230 km sydost om huvudstaden Tallinn. Orava järv ligger 63 meter över havet. Den avvattnas av Kamnista oja, biflöde till Rebasmäe oja, Mädajõgi och Võhandu jõgi.